# Muilkorf-arrest

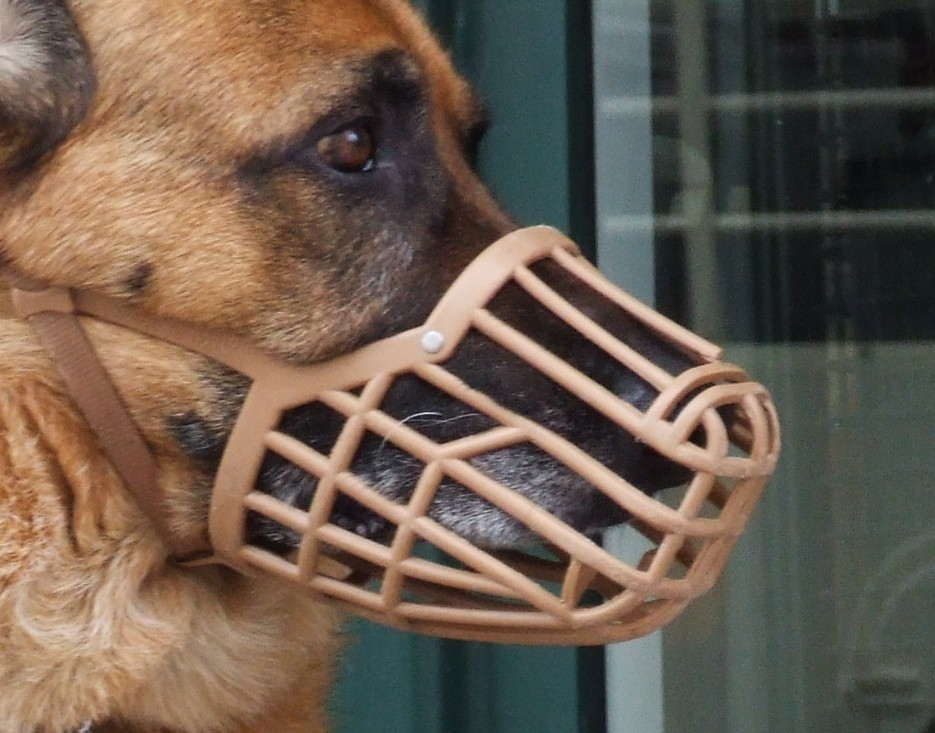
Duitse herder met muilkorf

Muilkorf (HR 12 april 1897, W 6954) is een arrest van de Nederlandse Hoge Raad gewezen op 12 april 1897, dat betrekking heeft op het legaliteitsbeginsel in het strafrecht. In het arrest oordeelde de Hoge Raad dat een regeling inzake de opsporing van strafbare feiten in een plaatselijke verordening in strijd was met de wet.

## Casus
In de politieverordening van de gemeente Bergen op Zoom was een verbod opgenomen om honden langer dan 65 cm zonder muilkorf te laten loslopen (art. 214 lid 1). In art. 214 lid 2 werd bepaald, dat als de politie op straat een hond zonder muilkorf aantrof die vermoed werd langer dan 65 cm te zijn, dat die hond dan op aanwijzing van de politie naar het politiebureau moest worden gebracht om te worden gemeten. Beklaagde had een dergelijke aanwijzing niet opgevolgd en was daarom door de kantonrechter veroordeeld tot een boete van 1 gulden. De beklaagde was advocaat, procureur en kantonrechter-plaatsvervanger.

## Rechtsvraag
Mocht de verdachte worden veroordeeld tot het betalen van een boete voor het niet opvolgen van de aanwijzingen van de agenten? (Nee, Alleen de formele wetgever mag regels van strafprocesrecht opstellen.) 

## Hoge Raad
Uitgaande van artikel 1 van het Wetboek van Strafvordering overwoog de Hoge Raad:

dat uit de plaatsing van dit artikel aan het hoofd der Algemeene bepalingen van dit Wetboek [van Strafvordering] volgt, dat daarin van strafvordering wordt gesproken in den ruimsten zin, waarin dit woord mede omvat de opsporing van strafbare feiten;

dat alzoo ene regeling der wijze, van opsporing [van strafbare feiten] bij plaatselijke verordening is in strijd met de wet;

Een regeling van de opsporing van strafbare feiten in een plaatselijke verordening is in strijd met de wet, dus mist artikel 214 lid 2 APV bindende kracht.
Volgt vernietiging van het vonnis van de kantonrechter en –rechtdoende ten principale– ontslag van alle rechtsvervolging.